# Velký Kozí Hřbet
Velký Kozí Hřbet je malá vesnice, část města Rejštejn v okrese Klatovy v Plzeňském kraji. Nachází se asi 1,5 kilometru jihovýchodně od Rejštejna. Je zde evidováno 12 adres. V roce 2011 zde trvale nikdo nežil.
Velký Kozí Hřbet leží v katastrálním území Kozí Hřbet o výměře 5,68 km².

## Historie
První písemná zmínka o vesnici pochází z roku 1459.

## Obyvatelstvo
| Rok            | 1869 | 1880 | 1890 | 1900 | 1910 | 1921 | 1930 | 1950 | 1961 | 1970 | 1980 | 1991 | 2001 | 2011 | 2021 |
| -------------- | ---- | ---- | ---- | ---- | ---- | ---- | ---- | ---- | ---- | ---- | ---- | ---- | ---- | ---- | ---- |
| Počet obyvatel | 192  | 194  | 179  | 155  | 153  | 178  | 225  | 25   | 20   | 6    | 4    | 0    | 0    | 0    | 0    |
| Počet domů     | 24   | 26   | 28   | 25   | 27   | 27   | 28   | 9    | 9    | 1    | 2    | 7    | 5    | 7    | 8    |

## Obecní správa
Při sčítání lidu v letech 1850–1959 Velký Kozí Hřbet byl osadou obce Kozí Hřbet v okrese Sušice. Od roku 1960 je částí města Rejštejn v okrese Klatovy.